# Carlia beccarii
Carlia beccarii — вид сцинкоподібних ящірок родини сцинкових (Scincidae). Ендемік Індонезії. Вид названий на честь італійського ботаніка Одоардо Беккарі.

## Поширення і екологія
Carlia beccarii є ендеміками островів Кай на південному сході Молуккського архіпелагу. Вони живуть у вологих тропічних лісах, серед опалого листя, на висоті до 500 м над рівнем моря.